# مایکل استیونسن
مایکل استیونسن (انگلیسی: Michael Stephenson؛ زادهٔ ۱۹۷۸) کارگردان فیلم، بازیگر، تهیه‌کننده فیلم، نویسنده و صداپیشه اهل ایالات متحده آمریکا است. وی از سال ۱۹۸۳ میلادی تاکنون مشغول فعالیت بوده است. وی عضو انجمن صنفی کارگردانان آمریکا است.
از فیلم‌هایی که وی در آن‌ها نقش داشته است، می‌توان به ترول ۲، ورای تاریکی و روز دوست‌دختر اشاره نمود.